# Битка при Димотика
Битката при Димотика (октомври 1352 г.) е битка от малък мащаб между Душановото царство, подкрепено от Търновското царство и силите на византийците около Йоан V Палеолог, с османските наемни сили на Йоан VI Кантакузин, като битката е част от гражданската война във Византия.